# Charles Malo de Lameth
Charles Malo de Lameth, ( 5 de Outubro de 1757 em Paris - 28 de Dezembro de 1832 em Paris), foi conde de Rochambeau. Irmão de Alexandre de Lameth e de Théodore de Lameth. 
Oficial no exército, de Jean-Baptiste de Vimeur, depois deputado por Artois nos Estados Gerais, posiciona-se à esquerda (política) na Assembléia Constituinte. Após a emigração de seu irmão Alexandre, em 1792, é preso em Rouen, quando dirigia-se para o Havre, porém escapa e ganha Hamburgo. Retirado da Lista de Emugrados, em 1801, retoma o serviço militar como general de brigada. Posto na reserva em 1819, é eleito deputado por Seine-et-Oise até 1831.
Charles havia comprado, em 1785, o castelo hoje chamado Grounchy, em Osny, (Val-d'Oise), que faz ser totalmente reconstruído, sem dúvida após seu retorno do exílio.